# 伊塔波罗罗卡
伊塔波罗罗卡是巴西帕拉伊巴州的一个市镇。总面积146.067平方公里，总人口15518人，人口密度106.2人/平方公里。